# Хамид Рахими
Хамид Рахими (перс. حمید رحیمی‎, романизовано Hamid Rahimi; 2. јун 1991) авганистански је пливач чија ужа специјалност су спринтерске трке слободним и прсним стилом. Вишеструки је национални рекордер и првак. 

## Спортска каријера
Дебитантски наступ на великим такмичењима је имао на светском првенству у великим базенима у Будимпешти 2017, где је наступио у тркама на 50 прсно (79. место) и 100 слободно (113. место). Сличне резултате је постигао и годину дана касније, на светском првенству у малим базенима у Хангџоуу. 
Други наступ на светским првенствима у великим базенима је уписао у корејском Квангџуу 2019. године. У квалификацијама трке на 50 слободно заузео је претпоследње 129. место са временом од 30,79 секунди, док је у трци на 50 прсно испливао укупно 74. резултат квалификација.